# Raunefjorden
Raunefjorden er en fjord der ligger mellem øen Sotra og Bergen i Vestland fylke i Norge. Den strækker sig cirka 15 km. nordover fra Korsfjorden i syd til Byfjorden og Hjeltefjorden i nord. Fjorden begynder nord for Lerøyna og Bjelkarøyna mellem Klokkarvik i Sund kommune i vest og Hjellestad i Bergen i øst.
Nord for Klokkarvik går Skogsvågen ind i Sotra mod vest. Øst for Skogsvågen ligger Bergen lufthavn, Flesland. Raunefjorden har en sidefjord, Grimstadfjorden, som ligger nord for Flesland og lige øst for Bjorøy. Fra Bjorøy går der en undersøisk tunnel under Vatlestraumen til fastlandet i nærheden af Håkonshella. Vatlestraumen blev kendt i 2004 da MS «Rocknes» gik på grund og kæntrede. Håkonshella er stedet hvor Håkon den gode både blev født og døde. Håkonshella ligger ved indgangen til Alvøpollen og Alvøen. Derfra går fjorden videre nordover på østsiden af Litlesotra og nord til Knarrevik og Drotningsvik. Mellem disse to steder går Sotrabroen over fjorden med en længde på 1.236 meter og en gennemsejlingshøjde på 50 meter.
Fjorden ender nord for Sotrabroen.